# Marietta Šaginjan
Marietta Šaginjan   (Moscou, 21 de març de 1888 (Julià) - Moscou, 20 de març de 1982) va ser una escriptora i activista soviètica d'origen armeni.
Durant la seva joventut va conrear la novel·la i la poesia, i va mantenir relacions epistolars amb Aleksandr Puixkin, que li va dedicar un conjunt de poemes i amb Serguei Rakhmàninov, que va musicar diversos dels seus poemes en la Op. 34 de 1912.
Posteriorment va decantar-se per l'assaig i va escriure nombrosos reportatges, l'estudi Po dorogam p'atiletki (‘Sobre el pla quinquennal', 1947) així com Sem’ a Ul'anovič (‘La família Ulianov’, 1957), biografia novel·lada de Lenin.
La seva filla Mirelle Shaginian i el seu net Serega Tsigal han estat destacats artistes a Moscou. El planeta menor 2144 Marietta descobert per Liudmila Txernikh el 1975 va ser batejat en honor seu.